# Попсуєнко Юрій Георгійович
Ю́рій Гео́ргійович Попсує́нко (7 червня 1940, м. Джанкой, АР Крим) — український перекладач, редактор, член Національної спілки письменників України (1979), Національної спілки журналістів України (1975), Заслужений працівник культури України (2008).

## Біографічні дані
Закінчив 1964 року філологічний факультет (спецкурс — полоністика) Київського державного університету ім. Т. Г. Шевченка. Працював коректором, редактором вид-ва «Дніпро» (1963–67), редактором, зав. редакції та головним редактором вид-ва «Молодь» (1967–98), головним редактором видавничого газетно-журнального концерну «РІА-Прес» (1992–96), головним літературним експертом «Банківської Енциклопедії України» (1999—2000), зав. відділу редакції журналу «Трибуна» (2001), головним редактором Видавничого дому «Києво-Могилянська Академія» (2001—2003). З 2003 по 2010 — провідний науковий редактор видавництва «Українська енциклопедія» ім. М. Бажана.

## Творчий доробок
Автор низки перекладів з польської, англійської, російської, шведської мов (вийшло понад тридцять книжок), а саме: з польської — «Дивак» Р. Мєрніка (1966), «Пригоди вісьмох справедливих» Р. Лісковацького (1967), «Далекі зорі» М. Варненської (1969), «Відпустка на Адріатиці» З. Посмиш (1972), «Діснейленд» С. Дигата (1973), «Остання ніч у Сьюдад-Трухільйо» А. Виджинського (1974), «В Розтоках» В. Оркана (1976), «Вождь справедливих» Р. Лісковацького (1977), «Анелька» Б. Пруса (1978), «Покоління» Б. Чешка (1980), «Кінець канікул» Я. Домагаліка (1981), «Витівки Йонатана Коота» Я. Пшимановського (1988), «Правила життя» Я. Корчака (1989), «Голем XIV» Ст. Лема (1990), «Алхімія слова» (1991) та «Король життя» (1997) Я. Парандовського, «Бікіні» Я. Вишневського (2010, 2016), «Безцінний» З. Мілошевського (2017), «Польська демократія» М. Сліви (2013), «Інформаційні компетенції молоді» М. Мухацького (2014),  «Дзедушицькі» К. Карольчака (2015), збірник п'єс «А може, ні…» (2017); з англійської — повісті та оповідання Е. Міттельгольцер (1967), Дж. Гірна (1967), Ф. Х. Сіоніла (1970), Ф. Боноскі (1976), К. Воннегута (1976), Г. Гаррісона (1980), Ф. Макдональда (1988); зі шведської — романи Бу Балдерсона (1988), Яна Мортенсона (1990); з російської — повісті П. Сєвєрова (1973), В. Зайця (1986), М. Єрьоміна (1986), С. Бородіна (1990), О. Волкова (1993, 2002, 2010). Нагороджений медалями «За трудову доблесть» (1970), «Ветеран праці» (1985).

## Відзнаки та нагороди
За перекладацьку роботу і популяризацію польської літератури в Україні нагороджений державною відзнакою Польщі «За заслуги перед польською культурою» (1985).
Лауреат літературної премії імені Максима Рильського (2011).